# Inventel
Inventel était une entreprise française, fondée en 1990 par Jacques Lewiner et Éric Carreel, spécialisée dans la création de passerelles domestiques. L'entreprise a été rachetée par Thomson en 2005. Elle développait certaines Livebox distribuées par France Télécom puis Orange et les BT Home Hub de British Telecom.

## Historique
En 1990, Éric Carreel et Jacques Lewiner, deux chercheurs de l'école supérieure de physique et de chimie industrielles de la ville de Paris, créent Inventel, entreprise située à Suresnes, en France, et spécialisée dans la fabrication de pagers, une technologie rapidement remplacée par la téléphonie mobile. Cinq ans plus tard, l'entreprise francilienne emploie huit salariés et affiche un chiffre d'affaires de dix millions de francs, commercialisés par les opérateurs téléphoniques. En 1997, Inventel lance son activité d'ingénierie en téléphonie DECT.
En 1999, Inventel sort une passerelle domestique intégrant voix et données, puis la BlueDSL, en 2001, un boîtier Bluetooth. Positionnée sur le marché des technologies Bluetooth et 802.11, l'entreprise développe des appareils de transfert de données sans fil, profitant de l'expansion de l'ADSL sans fil. Inventel a été le premier grand fournisseur de points d'accès ADSL Wifi sécurisés avec la DWB200 sortie en 2002. Inventel propose aux opérateurs, en 2002, une gamme complète de modems ADSL sans fil pour le marché résidentiel et les hotspots et produit la Livebox de France Télécom ou le BT Home Hub de British Telecom.
Basée dans le 5e arrondissement de Paris au 35 rue Tournefort, à deux pas de l'École supérieure de physique et de chimie industrielles de la ville de Paris, la société compte environ 75 salariés au moment de son rachat, pour la somme de 135 millions d'euros par Thomson, en 2005.
La société a été radiée le 20 janvier 2006.

## Activités et produits
Inventel est spécialisé dans les équipements destinés au réseau téléphonique fixe et utilisant des technologies telles que le Bluetooth, DECT et Wi-Fi. Son activité se répartit ainsi : 
- design de produits sans fil, comme les téléphones DECT ;
- fabrication et commercialisation de modules Wi-Fi et Bluetooth conçus comme des solutions complètes pour les industriels qui souhaitent ajouter une fonction sans fil à leurs produits ;
- conception de produits finis pour la communication sans fil voix et données à connecter à la ligne téléphonique : modems routeurs ADSL Bluetooth et/ou Wifi, téléphone sans fil Bluetooth, passerelle résidentielle Wifi DECT et VoIP.
- pagers pour TAMTAM modèle LIVE1 ET EGIS1